# Petrobius maritimus

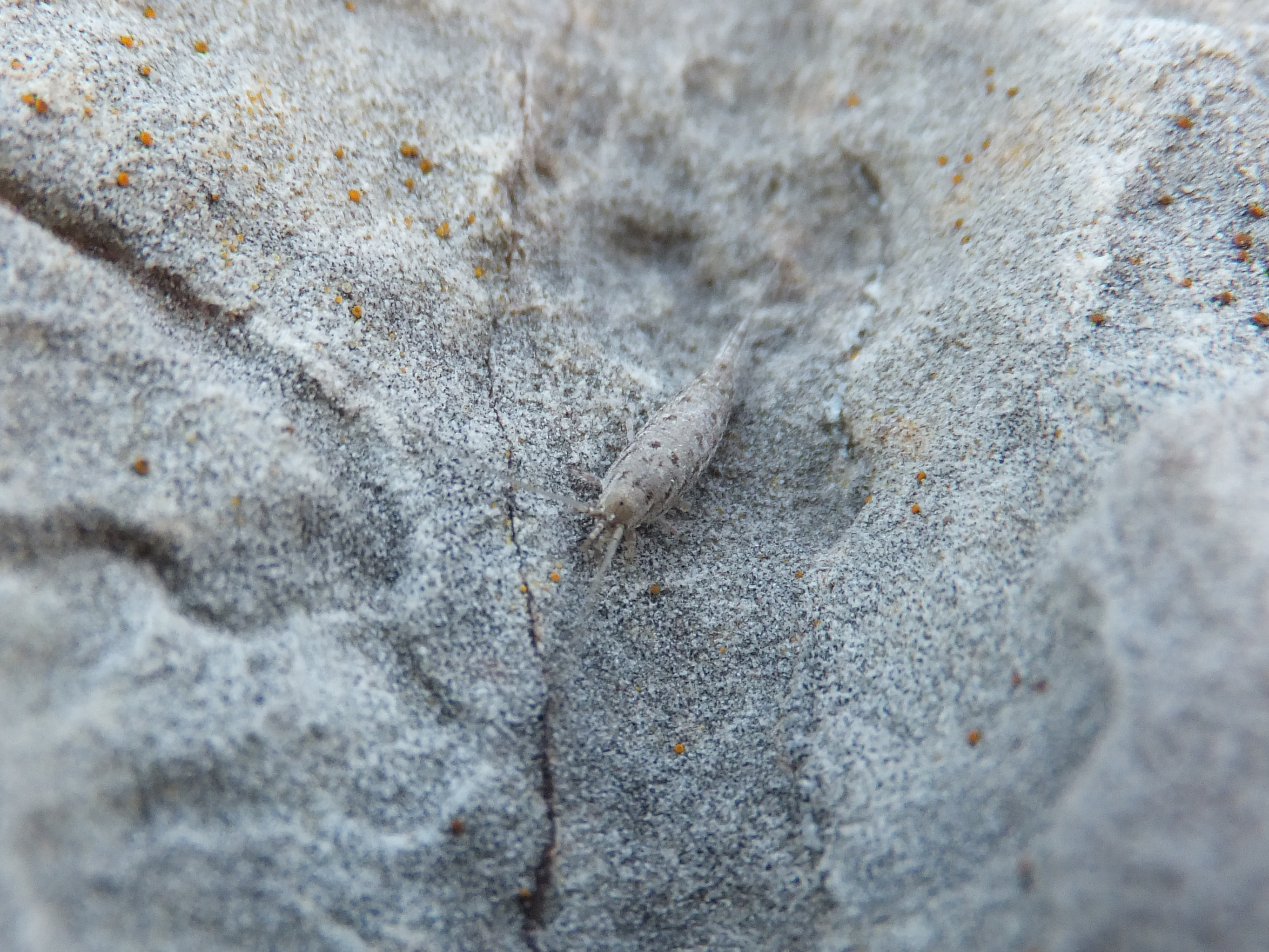
Die Art kann sich hervorragend auf ihrem Lebensraum – den Felsen – tarnen

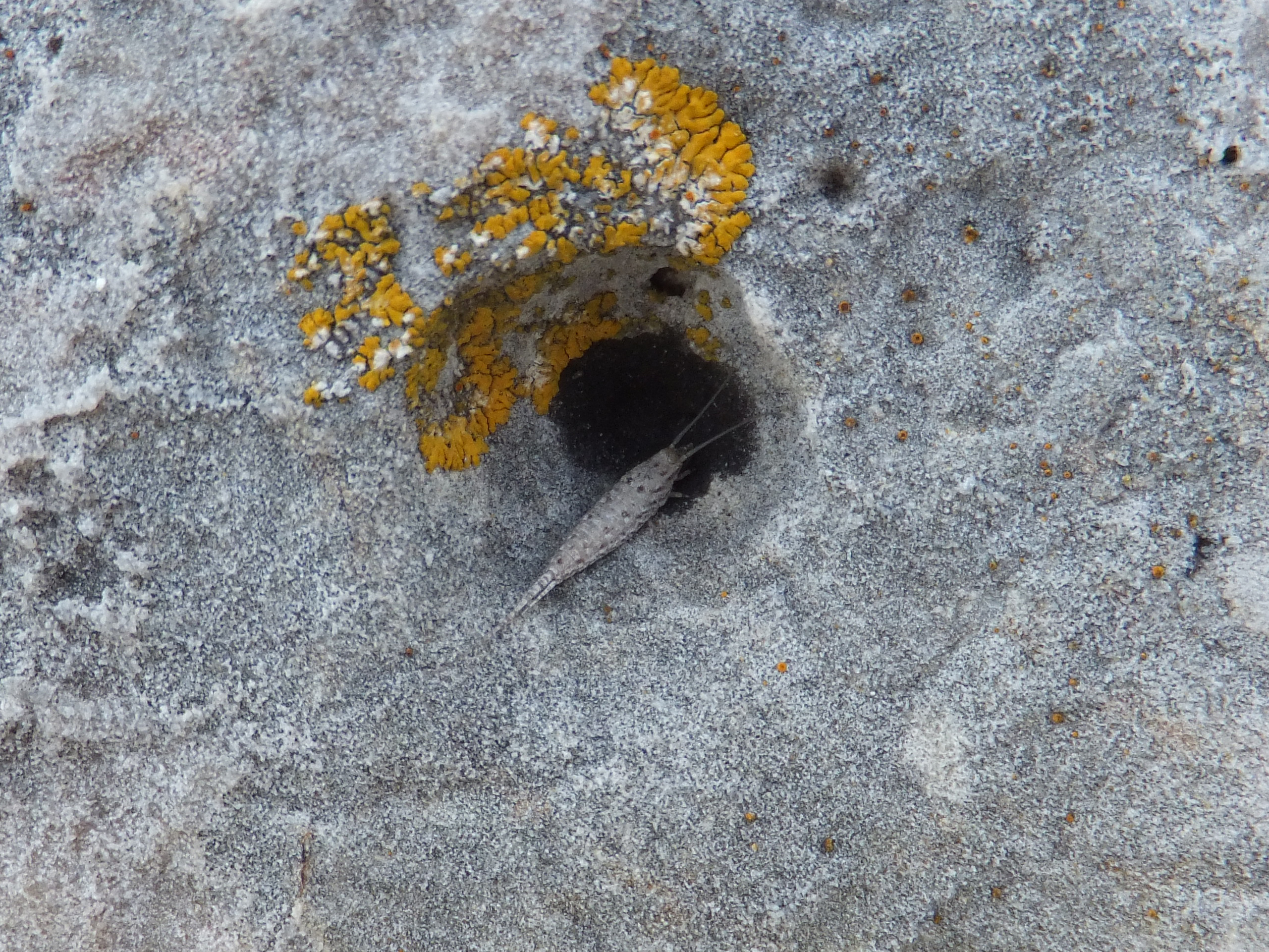
Ein hell gefärbtes Exemplar an einem Felsen mit Flechten

Petrobius maritimus ist eine Art der Felsenspringer, der basalsten (grundständigsten) Ordnung der Insekten und an den europäischen Atlantikküsten, sowie der Ostsee beheimatet, wo die Art an Felsen der Küsten lebt.

## Merkmale
Die Körperlänge beträgt 10–15 mm. Der längliche, zylindrisch geformte und spitz zulaufende Körper ist mit winzigen Schuppen bedeckt. Die Körperfarbe ist grau bis bräunlichgelb und zuweilen unregelmäßig mit anderen Grau-, Braun- und seltener leichten Gelb- oder Grüntönen gezeichnet, wodurch er eine Tarnung an die Felsen bietet. Die Fühler sind so lang oder länger als der Körper. Die Facettenaugen sind groß, liegen nahe beieinander in der Mitte des Kopfes und der Außenrand ist winklig. Die drei Ocellen auf dem Kopf sind groß und spaltförmig. Die Antennen können aus mehr als 30 Segmenten bestehen. Am Ende des Hinterleibs (Abdomens) befinden sich drei Anhänge – (2 Cerci + 1 Terminalfilum). Die Art ähnelt sehr Petrobius brevistylis, die im gleichen Lebensraum vorkommt. Diese unterscheidet sich durch die Subcoxa des Männchens. Bei P. brevistylis ist das achte Abdominalsegment in einen gerundeten Lappen verlängert, während dieser bei P. maritimus fehlt.

## Verbreitung und Lebensraum
Die Art findet sich an den Küsten des Nordostatlantiks, unter anderem vom Mittelmeer bis zur Nordsee und Ostsee zwischen Küstenfelsen der Spritzwasserzone. Die Art ist häufig in der Normandie oder an den Küsten Großbritanniens zu finden, kommt aber an den Küsten Irlands beispielsweise nicht vor. Im Mittelmeer ist sie am häufigsten an den Küsten Spaniens zu finden. Auch von den Küsten Rügens und Norwegen ist sie bekannt. Obwohl die Art primär ein Küstenbewohner ist, kommt sie an manchen Orten auch bis weiter ins Landesinnere vor. Obwohl sie aus Europa stammt, wurde sie an manche Küsten Kanadas und der Vereinigten Staaten eingeführt.
Die Art ist in der Lage, auch bei Minusgraden bis −5 °C noch aktiv zu sein und kann Temperaturen aushalten, die für zahlreiche andere Insekten letal wären. Ihre Kältetoleranz ist vergleichbar mit der arktischer Insekten. Zum äußeren Schutz vor der Kälte halten sie sich nahe der minimal wärmeren Felsen auf.

## Lebensweise
Petrobius maritimus lebt teilweise saprophag an organischen Abfällen, ernährt sich aber auch von Algen, Flechten und Moosen. Am Tag verbergen sich die Tiere meist unter Steinen und auf Geröllhalden oder in Ritzen von Steinen und Holz. Erst abends und nachts kommen sie zur Futtersuche heraus. Dabei sind sie manchmal in großer Anzahl auf Hafendämmen zu finden, wo die Tiere an den senkrechten Wänden mit großer Schnelligkeit umherlaufen. Mithilfe der Schwanzanhänge und Beine können sich die Tiere zudem vom Boden abstoßen und für die Größe beachtliche Sprünge zurücklegen.
Zur Fortpflanzung vollführt das Männchen vor dem Weibchen Balztänze. Nach mehreren dieser Balztänze überträgt das Männchen das Sperma direkt auf die Ovipositoren des Weibchens. Nach der Paarung sucht das Weibchen ein geeignetes Versteck zwischen oder unter den Steinen und legt dort etwa 30 Eier ab. Die Nymphen ähneln den adulten Exemplaren und schlüpfen im Frühling, ungefähr im Mai. Ihre Entwicklung vollzieht sich langsam und bis zur Geschlechtsreife vergehen etwa zwei bis drei Jahre. In dieser Zeit kommt es zu neun Häutungen. Im Gegensatz zu den meisten Insekten häuten sich auch die Imagines mehrmals und es kommt meist nur zu nur einer Paarung. Die Lebenserwartung dieser Art beträgt bis zu vier Jahre. Auch der Lebenszyklus dieser Art ähnelt dem, der nahe verwandten Art Petrobius brevistylis.

## Taxonomie
Ein Synonym der Art lautet Petromachilis longicornis Reilly, 1915.